# 1284
| 1284               |
| ------------------ |
| Dødsfald - Fødsler |
|                    |

| Gregoriansk kalender | 1284 MCCLXXXIV          |
| Ab urbe condita      | 2037                    |
| Armensk kalender     | 733 ԹՎ ՉԼԳ              |
| Kinesiske kalender   | 3980 – 3981 癸未 – 甲申 |
| Etiopisk kalender    | 1276 – 1277             |
| Jødisk kalender      | 5044 – 5045             |
| Hindukalendere       |                         |
| - Vikram Samvat      | 1339 – 1340             |
| - Shaka Samvat       | 1206 – 1207             |
| - Kali Yuga          | 4385 – 4386             |
| Iransk kalender      | 662 – 663               |
| Islamisk kalender    | 683 – 684               |

Konge i Danmark: Erik Klipping 1259-1286
Se også 1284 (tal)

## Dødsfald
- Kong Buwanekabahu af Yapahuwa